# Sayaka Shibusawa
Sayaka Shibusawa (jap. 渋沢小哉芳, Shibusawa Sayaka; * 5. April 1984 in Tokio) ist eine japanische Wasserspringerin. Sie startet im Kunstspringen vom 1-m- und 3-m-Brett und im 3-m-Synchronspringen.
Shibusawa bestritt ihre ersten internationalen Wettbewerbe im Jahr 2007. Bei der Universiade in Bangkok erreichte sie vom 3-m-Brett im Einzel- und Synchronwettbewerb die Ränge vier und sechs. Zwei Jahre später nahm sie in Rom erstmals an der Weltmeisterschaft teil. In den Einzelwettbewerben vom 1-m- und 3-m-Brett schied sie im Vorkampf aus, erreichte aber mit Mai Nakagawa im 3-m-Synchronspringen das Finale, wo sie Rang acht belegte. Ihren bislang sportlich größten Erfolg errang Shibusawa bei den Asienspielen 2010 in Guangzhou. Vom 1-m- und 3-m-Brett erreichte sie das Finale, wo sie Rang sechs und sieben einnahm, im 3-m-Synchronspringen gewann sie mit Nakagawa mit Bronze ihre erste internationale Medaille. Weniger erfolgreich verlief die Weltmeisterschaft 2011 in Shanghai, wo sie vom 1-m-Brett und mit Nakagawa im 3-m-Synchronspringen im Vorkampf und vom 3-m-Brett im Halbfinale ausschied. Beim Weltcup 2012 in London konnte Shibusawa mit Nakagawa das 3-m-Synchronfinale erreichen, wo das Duo Rang Zehnter wurde.
Shibusawa hat an der Universität Tokio studiert.